# Descarrilamiento de Croydon de 2016
El 9 de noviembre de 2016, un tranvía operado por Tramlink en Londres descarriló y volcó en una curva cerrada al acercarse a un cruce. De los 69 pasajeros, hubo siete víctimas mortales y 62 heridos, 19 de los cuales sufrieron lesiones graves. Este fue el primer accidente de tranvía en el Reino Unido en el que murieron pasajeros desde 1959.
El servicio circulaba desde New Addington a Wimbledon pasando por Croydon, y se acercaba a la parada de tranvía de Sandilands poco después de las 06:00. El límite de velocidad bajaba de 80 km/h (50 mph) a 20 km/h (12 mph) en el cruce, pero el conductor no redujo la velocidad de forma significativa.
Una investigación de la Oficina de Investigación de Accidentes Ferroviarios determinó que el conductor del tranvía había perdido el conocimiento antes del choque, posiblemente como resultado de un microsueño. También criticó la falta de señalización antes del cambio repentino en el límite de velocidad.
La investigación judicial dictaminó que las siete víctimas habían fallecido por accidente. En marzo de 2022, la Oficina de Ferrocarriles y Carreteras anunció que iba a procesar al conductor del tranvía, a Tram Operations Limited y a Transport for London por el accidente. En junio de 2023, el conductor fue absuelto tras un juicio en el Old Bailey.

## Accidente
El accidente tuvo lugar en la oscuridad y bajo una fuerte lluvia a las 06:07,en una curva cerrada a la izquierda al acercarse al punto en el que la ruta de New Addington (por la que circulaba el tranvía) converge con la línea de Beckenham Junction y Elmers End.La curva se encuentra en un corte, que se produce casi inmediatamente después de que la línea salga de una serie de tres túneles en un tramo recto de 1 milla (1,6 km) después de dejar la parada de tranvía de Lloyd Park. Se ha descrito como una "curva cerrada" y tiene una restricción de velocidad de 20 km/h (12 mph).

Lugar donde se detuvo el tranvía. Las flechas azules indican el sentido de la marcha.

El tranvía entró en la curva a una velocidad de aproximadamente 73 km/h (45 mph) y descarriló, volcándose sobre su lado derecho y deteniéndose 25 m (27 yardas) más allá del punto de descarrilamiento, dañando el lateral del tranvía y expulsando a varios pasajeros a través de las ventanas rotas.El tranvía implicado era el n.º 2551, un Bombardier CR4000 construido en 1998 por Bombardier Transportation, una unidad articulada de dos secciones con una velocidad máxima de diseño de 80 km/h (50 mph).
Los servicios de emergencia confirmaron que 51 personas resultaron heridas y, en un principio, declararon que cinco habían fallecido.El número de víctimas mortales ascendió posteriormente a siete.Las víctimas, seis hombres y una mujer, tenían entre 19 y 63 años.Seis de los supervivientes presentaban lesiones graves o que ponían en peligro su vida. Las cifras definitivas de víctimas fueron siete muertos y 62 heridos, 19 de ellos graves. Una persona resultó ilesa.

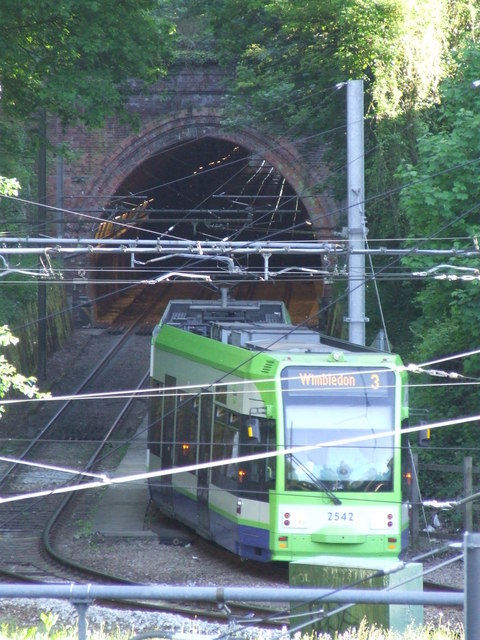
El lugar del siniestro, en 2010. El tranvía corre hacia la cámara y entra en la curva cerrada en la que se produjo el descarrilamiento.

Fue el accidente de tranvía más mortífero en el Reino Unido desde el accidente de Dover en 1917, en el que murieron once personas y 60 resultaron heridas, y el primero en el Reino Unido en el que murieron pasajeros desde que tres personas fallecieron en un accidente en Glasgow en 1959. También es el accidente más mortífero en cualquier red ferroviaria del Reino Unido desde el accidente ferroviario de Great Heck en 2001.

## Consecuencias
Los heridos fueron trasladados al Hospital St George's de Tooting y al Hospital Universitario de Croydon.Además de las 51 personas trasladadas al hospital, otras siete acudieron por sus propios medios al hospital para recibir tratamiento. Se enviaron al lugar del accidente veintidós ambulancias,ocho camiones de bomberos y más de 70 bomberos del Cuerpo de Bomberos de Londres.El Ayuntamiento de Croydon, la Cruz Roja, el Ejército de Salvación y los capellanes ferroviarios prestaron su ayuda. FirstGroup, que opera el servicio de tranvías en nombre de Transport for London (TfL), dijo que estaba "conmocionado y entristecido por lo ocurrido".Se añadió un minuto extra al minuto de silencio de dos minutos del Día del Armisticio en el Cenotafio de Croydon. Posteriormente, TfL se ofreció a cubrir los gastos del funeral de las víctimas.
Durante la noche del 10 al 11 de noviembre, el tranvía fue enderezado para prepararlo para su retirada del lugar del accidente,y fue retirado en la mañana del 12 de noviembre. El tranvía había sufrido graves daños en su lado derecho, sobre el que se había volcado.
Tras el accidente, no se prestó servicio en la línea entre East Croydon y Addington Village, Harrington Road o Elmers End. Se prestó un servicio parcial de tranvía entre East Croydon y Wimbledon, entre New Addington y Addington Village, y entre Beckenham Junction y Harrington Road. El servicio completo se restableció el 18 de noviembre.
Se descubrió que la señal de limitación de velocidad para la curva de Sandilands no era visible para los conductores hasta que el tranvía había recorrido entre 90 y 120 m (98 y 131 yardas) más allá del punto en el que se debía iniciar la frenada para alcanzar la velocidad requerida en la señal; se esperaba que los conductores "lo supieran por su conocimiento de la ruta".En Sandilands, se impuso una restricción de velocidad adicional antes de la curva y se instalaron señales en forma de chevrón para advertir mejor de la curva.También se instalaron señales en forma de chevrón en otros tres puntos del sistema Croydon Tramlink. Siguiendo las recomendaciones del primer informe provisional sobre el accidente, los sistemas de tranvía del Reino Unido introdujeron reducciones de velocidad escalonadas cuando era necesario reducir la velocidad en 30 km/h (19 mph) o más. Esto afectó a los sistemas de Blackpool, Edimburgo, West Midlands y Nottingham.
En marzo de 2017, se informó de que Tramtrack Croydon y TfL habían admitido su responsabilidad en el accidente. Las víctimas y los supervivientes no tendrían que demandar para obtener una indemnización por las pérdidas causadas por el accidente.En agosto de 2017, TfL confirmó que modificaría los horarios de Tramlink para tener en cuenta la reducción de los límites de velocidad. 
En noviembre de 2017, se anunciaron dos días de huelga de los conductores de tranvía tras la instalación de dispositivos de control de la fatiga. Estos dispositivos proyectan una luz infrarroja en la cara del conductor y son capaces de generar una alerta y hacer vibrar el asiento del conductor si los movimientos oculares indican una falta de atención. Algunos conductores han expresado su preocupación por cuestiones de salud y seguridad, y han descrito el dispositivo como un "espía en la cabina".
El 22 de enero de 2018, la Oficina de Ferrocarriles y Carreteras (ORR) organizó una cumbre de seguridad en Mánchester para debatir las conclusiones del informe de la División de Investigación de Accidentes Ferroviarios (RAIB) sobre la investigación del accidente. En enero de 2019, se anunció que todos los tranvías del sistema iban a estar equipados con un sistema que aplicaría automáticamente los frenos si el tranvía superaba el límite de velocidad. En julio de 2019, el tranvía 2551 seguía bajo la custodia de la RAIB en Farnborough y no había vuelto al servicio.
La decisión de no iniciar ningún proceso judicial significaba que se podía celebrar una investigación. El 25 de septiembre de 2019 se celebró una revisión previa a la investigación en el Ayuntamiento de Croydon. El conductor del tranvía no asistió, alegando que no se encontraba bien. Su decisión fue criticada por el abogado que representaba a cinco de las víctimas. La investigación completa debía comenzar el 19 de octubre de 2020, pero se retrasó hasta el 17 de mayo de 2021 debido a la pandemia de COVID-19. La investigación se celebró en el Fairfield Halls, Croydon.El jurado prestó juramento el 17 de mayoy el 22 de julio dictó un veredicto de muerte accidental. Los familiares de las víctimas del accidente anunciaron que tienen la intención de pedir al fiscal general Michael Ellis que solicite al Tribunal Superior una nueva investigación.La madre de una de las víctimas pidió una investigación pública sobre el accidente.

## Investigaciones

### Policía Británica de Transportes
El conductor del tranvía, de 42 años, fue detenido por la Policía Británica de Transportes como sospechoso de homicidio involuntario el día del accidente. Tras ser interrogado, quedó en libertad bajo fianza hasta mayo de 2017.Según Metro, uno de los aspectos de la investigación policial era determinar si el conductor del tranvía se había quedado dormido; y The Guardian informó de que algunos pasajeros afirmaron que el conductor había perdido el conocimiento mientras conducía.En noviembre de 2017, se informó de que se estaba preparando un expediente para la Fiscalía de la Corona (CPS), que decidiría si se celebraba o no un juicio. En mayo de 2019 se informó de que el CPS seguía esperando el expediente de la Policía Británica de Transportes, que aún estaba recopilando pruebas.El 31 de octubre de 2019, la Policía Británica de Transportes y el CPS anunciaron que ni el conductor, ni la empresa operadora, ni TfL serían procesados. El CPS declaró que, aunque había pruebas de negligencia por parte del conductor, no se consideraba "grave", por lo que no se podía aplicar el delito de "homicidio por negligencia grave". Los fiscales también declararon que, dado que el tramo de la línea de tranvía donde se produjo el accidente no era legalmente una vía férrea ni un lugar público, no se podían aplicar otros posibles delitos. Sin embargo, posteriormente la ORR inició un proceso judicial.
Un antiguo conductor sugirió a The Times que era posible que se hubiera producido un desmayo, debido a los irregulares turnos que tenían que cumplir los conductores. También dijo que la máquina expendedora de la cochera del tranvía solo tenía bebidas energéticas y que "nadie está nunca completamente despierto; yo siempre estaba un poco aturdido y eso se debe a que la forma en que funcionan los turnos no permite a los conductores tener un patrón de sueño regular". A raíz de esto, varias fuentes informaron de un vídeo en el que aparentemente se veía a otro conductor luchando por mantenerse despierto al volante. El conductor en cuestión fue suspendido a la espera de una investigación sobre el asunto.

### Oficina de Ferrocarriles y Carreteras
La ORR abrió su propia investigación sobre el accidente, centrándose en si se habían cumplido o no las normas de seguridad. Confirmaron que los tranvías británicos no están equipados con un sistema de protección contra el exceso de velocidad. Se esperaba que la ORR hiciera un anuncio sobre su investigación a principios de 2018. En el tercer aniversario del accidente, la ORR tuiteó que su investigación seguía en curso.

### División de Investigación de Accidentes Ferroviarios
La RAIB también investigó el accidente, analizando los datos del registrador de eventos a bordo del tranvía. La RAIB declaró que los indicios iniciales sugerían que el tranvía circulaba a una velocidad significativamente superior a la permitida. La revista Rail informó de que los frenos electromagnéticos del tranvía no se habían activado.Tras el accidente, The Guardian informó de que el 31 de octubre los pasajeros habían denunciado en Facebook que un tranvía circulaba por la curva a una velocidad excesiva. El Evening Standard informó de una queja anterior de un pasajero que describía que el tranvía "se inclinaba" en la curva.El conductor del tranvía implicado en el incidente del 31 de octubre no era el mismo que el implicado en el accidente del 9 de noviembre.
El informe provisional se publicó una semana después, el 16 de noviembre de 2016. En el momento del accidente, era de noche y llovía intensamente. No se encontraron pruebas de defectos en las vías ni obstrucciones en la vía que pudieran haber contribuido al descarrilamiento. La investigación inicial no indicó ningún fallo en el sistema de frenado del tranvía.Las conclusiones iniciales fueron que el tranvía circulaba a aproximadamente 70 km/h (43 mph) en el momento del accidente, superando con creces el límite de velocidad. El informe provisional de la RAIB señaló que "un tranvía que se acercara a la zona de Sandilands Junction desde Lloyd Park a 80 km/h (50 mph) tendría que frenar a su velocidad máxima de 1,3 m/s² durante aproximadamente 180 metros (4,3 ft/s2 durante 590 pies) antes de la señal de limitación de velocidad para circular a 20 km/h (12 mph) al llegar a la señal". El registrador de datos del tranvía (OTDR) indicó que se había producido una frenada dentro de esta distancia, pero solo suficiente para reducir la velocidad del tranvía de 80 a 70 km/h.
Se recomendó introducir un límite de velocidad adicional antes del que se aplica en la curva de Sandilands Junction antes de que la línea se reabriera al tráfico. La recomendación fue aceptada y se establecieron tres restricciones de velocidad adicionales antes de que la línea se reabriera.El informe también reveló que varios pasajeros con lesiones mortales o graves habían salido despedidos del tranvía a través de las ventanas rotas de los laterales y las puertas. En noviembre de 2016, la revista Rail pidió a la RAIB que completara su investigación y publicara el informe final "mucho más rápidamente de lo que se ha convertido en la norma".
El 20 de febrero de 2017 se publicó un segundo informe provisional. En abril de 2017, se informó de que se habían producido tres casos de exceso de velocidad en el tramo de la línea que incluía el lugar del accidente en el periodo comprendido entre noviembre de 2016 y abril de 2017. En uno de los casos, se informó de que un tranvía circulaba a 64 km/h (40 mph) en una zona con límite de velocidad de 40 km/h (25 mph). En el segundo informe provisional, la RAIB señaló que cabía esperar que los conductores de tranvías que se acercaban a la curva pudieran verla y la señal de limitación de velocidad desde 90 metros (300 pies) con las luces largas y desde 60 metros (200 pies) con las luces cortas. Aunque el informe afirma que el sistema de frenado del tranvía no era capaz de reducir la velocidad del tranvía lo suficiente entre el punto en el que se veía la señal de limitación de velocidad y el punto en el que se aplicaba la limitación de velocidad, también dice: "No había ninguna señal que indicara a los conductores dónde debían empezar a frenar para la curva de Sandilands; se esperaba que lo supieran por su conocimiento de la ruta".
A la luz del primer informe provisional, la ORR solicitó que todos los operadores de sistemas de tranvías ligeros aplicaran un sistema de restricciones de velocidad escalonadas cuando los cambios en las características de la vía exigieran reducciones de velocidad superiores a 30 km/h (19 mph).
El informe final se publicó el 7 de diciembre de 2017. Se determinó que la causa del accidente fue un error del conductor, siendo el escenario más probable que este sufriera un episodio de microsueño al acercarse a la curva.Se formularon quince recomendaciones.Las principales conclusiones de la investigación de la RAIB fueron que las ventanas del tranvía, fabricadas con vidrio templado, no eran lo suficientemente resistentes como para contener a los pasajeros en el interior del tranvía. Todas las víctimas mortales salieron expulsadas por las ventanas del lado derecho. El vidrio laminado no se habría roto, lo que habría mejorado las posibilidades de supervivencia en el accidente. La normativa aplicable a los tranvías era similar a la aplicable a los autobuses. Si se hubiera aplicado la normativa ferroviaria, se habría instalado vidrio laminado. Los operadores del tranvía no habían considerado posible que un tranvía volcara. Los conductores no habían informado suficientemente de incidentes anteriores, por temor a ser sancionados, en lugar de considerar dichos informes como una oportunidad para aprender una lección de seguridad (una cultura de culpa en lugar de una cultura justa). El sistema para tramitar las quejas de los pasajeros no era adecuado para su propósito. La investigación también reveló que los tranvías no eran tan seguros como pensaba anteriormente la ORR, ya que tenían una tasa de accidentes más alta que otros medios de transporte ferroviario y también que los autobuses y autocares. 
El 24 de octubre de 2018 se publicó una actualización del informe final. La actualización incluía la incorporación de una auditoría de Transport for London (TfL) sobre el sistema de gestión del riesgo de fatiga de Tram Operations Limited, una copia de una carta enviada a todos los operadores de tranvías del Reino Unido y algunas correcciones técnicas menores.En respuesta a la recomendación 1 del informe final, se creó la Junta de Seguridad y Normas del Ferrocarril Ligero (LRSSB). La ORR tiene estatus de observador en la LRSSB.

### Transporte para Londres (TfL)
TfL encargó a SNC-Lavalin la realización de una investigación sobre el accidente. El informe de la investigación se publicó en enero de 2018.TfL declaró que se aplicarían todas las recomendaciones del informe final de la RAIB.

### Programa Victoria Derbyshire
En abril de 2017, el programa Victoria Derbyshire de la BBC Two informó de que su propia investigación sobre conductores que se quedaban dormidos al volante de los tranvías de la red Tramlink había revelado cuatro casos de este tipo. Seis conductores afirmaron que el dispositivo de vigilancia de hombre muerto instalado en los tranvías no era adecuado para su propósito. Tramlink declaró que los dispositivos eran "totalmente funcionales".

## Nuevas medidas de seguridad
Durante 2019, se instaló un sistema automático para aplicar los frenos del tranvía si se superaba el límite de velocidad en "lugares de alto riesgo" de la red Tramlink. En los tranvías, se aumentó el grosor de la película de seguridad de las ventanas de 100 a 175 μm (0,0039 a 0,0069 pulgadas), para evitar que los pasajeros salieran despedidos en caso de accidente, y se instaló un sistema de iluminación de emergencia independiente de la batería del tranvía.En abril de 2019, la RAIB informó de que se había llevado a cabo la instalación de la película más gruesa en los tranvías de Tramlink. Las pruebas habían demostrado que la contención proporcionada por la lámina había mejorado.

## Procesamiento
El 24 de marzo de 2022, la Oficina de Ferrocarriles y Carreteras anunció que iba a procesar al conductor del tranvía, a Tram Operations Limited (TOL) y a Transport for London (TfL) por el accidente.
El juicio comenzó el 10 de junio de 2022 en el Tribunal de Magistrados de Croydon. TOL y TfL se declararon culpables de los delitos de "no garantizar la salud y la seguridad de los pasajeros de la red Croydon Tramlink, en la medida en que fuera razonablemente posible" en virtud del artículo 3(1) de la Ley de 1974 sobre salud y seguridad en el trabajo, etc. TOL fue multada con 4 millones de libras esterlinas y TfL con 10 millones. Además, se ordenó a cada empresa pagar 234 404 libras esterlinas en concepto de costas y un recargo de 170 libras esterlinas por víctima.El conductor del tranvía se declaró inocente del cargo de "incumplimiento del deber de cuidar razonablemente de los pasajeros", en virtud del artículo 7(a) de dicha ley. El caso se remitió al Tribunal de la Corona para una vista previa al juicio y la gestión del caso. En mayo de 2023, se inició el juicio en el Old Bailey.
El 19 de junio, el jurado dictó un veredicto de no culpabilidad con respecto a los cargos que se le imputaban al conductor del tranvía.En mayo de 2023, comenzó su juicio en el Old Bailey. El 19 de junio, el jurado dictó un veredicto de inocencia con respecto a los cargos que se le imputaban al conductor del tranvía.

## Memoriales

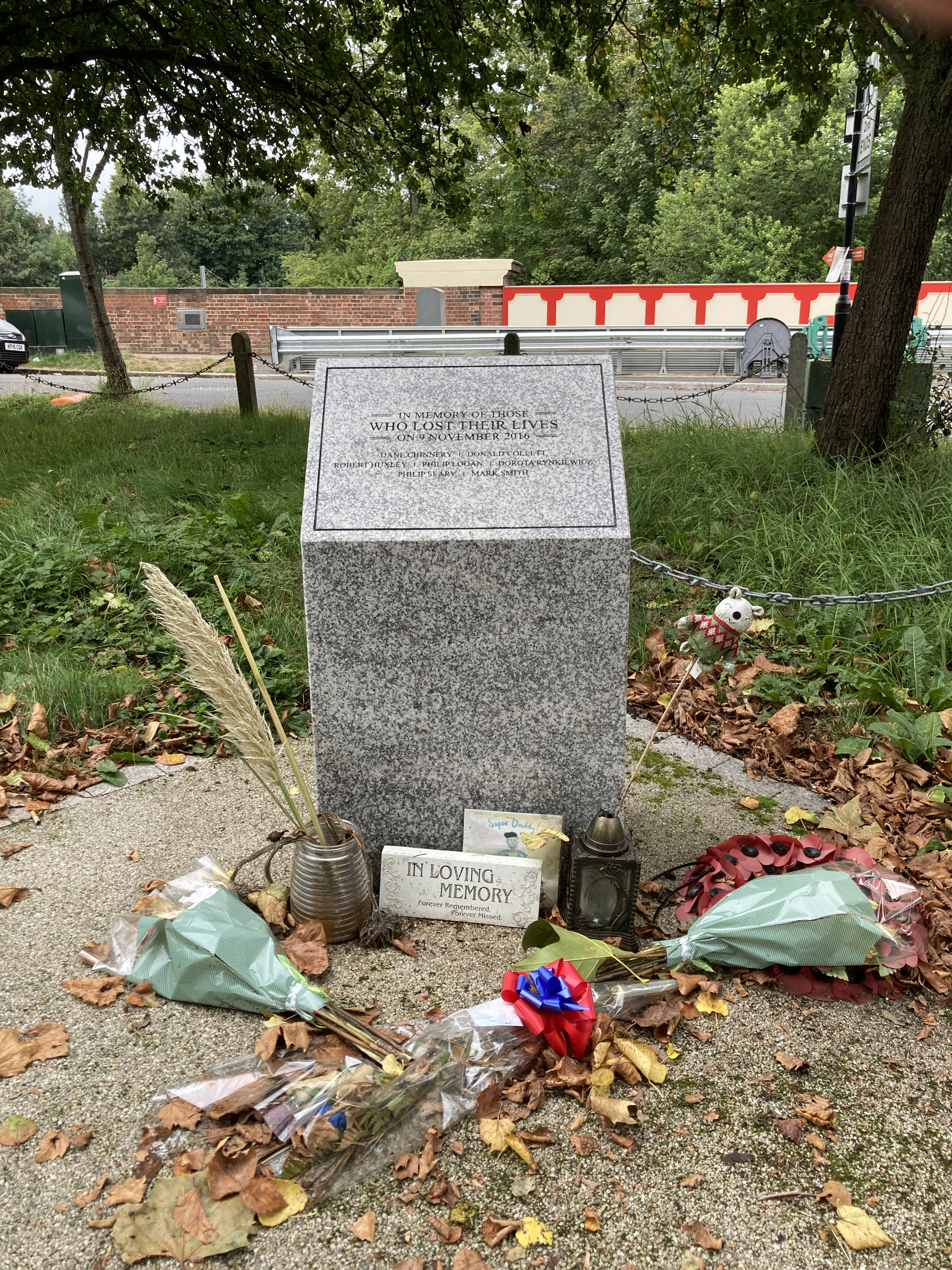
Monumento conmemorativo cerca del lugar del accidente

Hay dos monumentos conmemorativos del accidente: uno en el lugar del accidente, en Sandilands Road, y otro en New Addington.